# Alison’s Halo
Alison’s Halo — американская дрим-поп/шугейзинг группа из города Темпе, Аризона. Одна из главных американских шугейз-групп начала 90-х.

## История
Группа Alison’s Halo сформировалась в Темпе, Аризона в конце 1992 года в таком составе:
Catherine Cooper (вокал, гитара)
Adam Cooper (гитара)
David Rogers (бас)
Roger Brogan (барабаны).
Вскоре группа уже играла на разогреве на местных шоу у The Verve, Boo Radleys, Medicine. В 1995 году на Independent Project Records был издан первый сингл «Dozen». Получив позитивные отзывы, группа решилась отправиться в тур по западному побережью США. После этого Alison’s Halo были замечены только на нескольких фестивалях и прекратили свою творческую активность.
Alison’s Halo были лидерами так называемой «Beautiful Noise»-сцены, которая возникла в начале 90-х годов в Аризоне и объединила несколько похожих групп, которые хотели перенести лучшие элементы звучания своих британских товарищей по жанру на свою музыку. Даже был организован одноименный фестиваль. Alison’s Halo оставили после себя только один полноразмерный релиз, который включает в себя почти все песни, когда-либо издававшиеся в виде синглов, а венчает его эпическая 12-минутная живая версия песни Strand Of Paul.

## Дискография

### Альбомы
- Eyedazzler 1992—1996 CD (1998, Burnt Hair)

### Концертные альбомы
- Live at the 1995 All Fish Go to Heaven Festival: Hollywood Alley — Mesa Arizona digital album (2009, self-released)
- Live at the 1995 Beautiful Noise Festival: Downtown Performance Center — Tucson Arizona digital album (2009, self-released)
- Live at the 1995 Beautiful Noise Festival: Rancho De Los Muertos — Phoenix Arizona digital album (2009, self-released)

### ЕР и синглы
- Slug cassette EP (1993, self-released)
- Halo cassette EP (1994, self-released)
- «Dozen» / «Calendar» 7" (1995, Independent Project)
- Jetpacks for Julian digital EP (2009, self-released)